# M-84
El M-84 es un carro de combate principal de segunda generación, fabricado en la antigua Federación de Repúblicas Socialistas de Yugoslavia. El M-84 está en servicio actualmente en Bosnia y Herzegovina, Croacia, Eslovenia, Kuwait, Libia y Serbia. El M-84/M-84A1/M-84AS. Es una versión yugoslava/serbia del carro de combate soviético T-72, fabricada bajo licencia por Yugoimport SDPR en Serbia entre los años 1983 a 1994, cuando su construcción cesó a raíz de las guerras balcánicas. Su versión más reciente (M-84AS), se presentó al público en el 2004 como M-84AB1 (o como el prototipo M-2001), pero mejoras adicionales le valieron la re-designación de M-84AS.

## Diseño y construcción
El M-84 es una versión yugoslava del tanque soviético estándar de los miembros del pacto de Varsovia, el T-72. Algunos cambios hechos al modelo original del T-72 incluyen una versión doméstica del sistema de control de tiro, un nuevo blindaje compuesto, y un nuevo motor más potente de 1000 HP. El M-84 entró en servicio con el JNA (Ejército Popular Yugoslavo) en 1984. La versión mejorada de este, el M-84A; entró en servicio dos años después.
Existían al menos 240 fábricas dedicadas en la antigua Yugoslavia que participaban directamente en la producción del M-84 y otras 1000 involucradas indirectamente. Las plantas principales eran las siguientes:
| - Đuro Đaković, Slavonski Brod, construcción de piezas del casco; producción y ensamblaje final del carro. - FAMOS, Pale, motores de algunas versiones. - Iskra Fotona, Ljubljana, miras láser, computadoras balísticas y electrónica. - Zrak Sarajevo, Sarajevo, sistemas electroópticos. - Slovenske Železarne, Ravne, aceros especiales y sistema de blindaje. - Prvi Partizan, Užice, municiones del cañón. - Pretis, Vogosca, municiones de las armas secundarias. - Prva Petoletka, Trstenik, sistemas hidráulicos. - 21 Maj, Rakovica, sistema de rotación manual de la torreta. | - Bratstvo, Travnik, cañón. - Metalski zavodi Tito, Skopie, caja de cambios. - 11 oktomvri, Prilep, construcción de piezas del casco. - Ruen, Kočani; construcción de piezas menores. - Rudi Cajevec, Banja Luka, algunos sistemas electrónicos. - Sever, Subotica, autocargador. - Jugoturbina, Karlovac; motorización. - Radoje Dakic, Podgorica; construcción de piezas menores. - Industrija lezajeva Kotor, Kotor, construcción de piezas del casco. |

A finales de los años 80 se inició un proyecto para la sustitución del tanque denominado M-91 Vihor, y a diferencia del M-84, el Vihor no sería una mera copia del carro soviético, pero se calcaría su diseño básico como forma de arrancar de cero. Pero, debido a la desintegración de la Federación Yugoslava, el Vihor no pasó de la fase de proyecto y fue abandonado.
Se estima que al menos 150 M-84 fueron exportados al ejército de Kuwait. El precio de la venta, con un importe de aproximadamente 500 millones de dólares se escribió en el periodo de 1990 a 1991 como el mayor suceso de la historia de ventas de material militar de la antigua Yugoslavia. La desmembración de Yugoslavia en las postrimerías del año 1991 echó por tierra las órdenes de exportación posteriores. Kuwait de hecho pidió 215 unidades pero solo se entregaron 150. Croacia está ahora negociando con Kuwait la modernización de su flota de M-84 al estándar M-84D, así como la venta de otros 65 M-84D de su propia manufactura.

## Historial de producción
Libia ordenó al menos 200 M-84 en Yugoslavia, los cuales se produjeron más no se entregaron en su totalidad (solo recibieron 30), dadas las circunstancias de las guerras en Yugoslavia.
Durante los años 90, el Alto mando del Ejército Pakistaní estuvo interesado en adquirir una cantidad de M-84 a Yugoslavia. Una sola unidad se envió para pruebas a Pakistán y a los militares pakistaníes les satisfizo su desempeño, pero nunca se llegó a acuerdo alguno dada la situación política y social de Yugoslavia en ese periodo.

### Versiones después de la separación

#### M-84AS
La última versión Serbia del M-84 es la denominada M-84AS, revelada al público en 2004. Sus mejoras incluyen un nuevo sistema de control de tiro, un blindaje reactivo Kontakt-5 y Blindaje tipo ERA. El cañón usado en el M-84AS le permite disparar misiles anticarro con la posibilidad de guiarlos mediante un sistema láser desde el cañón, que mejora el alcance a blancos enemigos hasta una distancia de 5 km. este sistema de misiles antimaterial AT-11 Sniper, así como un sistema tema de visión termóptico Agava-2, y el sistema de contramedidas; el Shtora-1 son similares a los que equipan al T-90, de hecho es muy similar en prestaciones al T-90S, tanto en apariencia como en capacidades, una comisión está actualmente trabajando en mejorar los 212 M-84, en servicio serbio actualmente, al modelo M-84AS. Se espera que el proyecto sea bastante costoso y concluya a finales del 2010 o a inicios del 2011.[cita requerida]

#### M-95 Degman
Croacia desarrolló con asistencia israelí una variante bastante modernizada del M-84, en un prototipo del proyecto M-91 Vihor bajo la designación M-95 Degman. El M-84D, que consiste en un paquete de actualización de los M-84 al estándar Degman, será fabricado en serie para normalizar a todos los M-84 croatas a este nivel. El M-95 Degman usa un blindaje compuesto de cuatro capas de titanio, dos de wolframio y tres de blindaje cerámico que le dan una protección similar a 592 mm de acero, capaz de afrontar municiones del tipo HEAT, APSFDF; aparte de ataques químicos y nucleares. Añadido a esto, el Degman está extensamente recubierto con planchas de blindaje reactivo explosivas. La actualización incluye un nuevo sistema computarizado de tiro integrado con un sistema de miras diurno/nocturno. El cañón del M84A1 será reemplazado con uno similar (2A46M2) u otro de estándar OTAN (RUAG 120 L58 Ultracompacto) a petición del cliente, que incorpora mejores características de control y de municiones, y le brinda una mejor reparabilidad en combate.

## Características técnicas

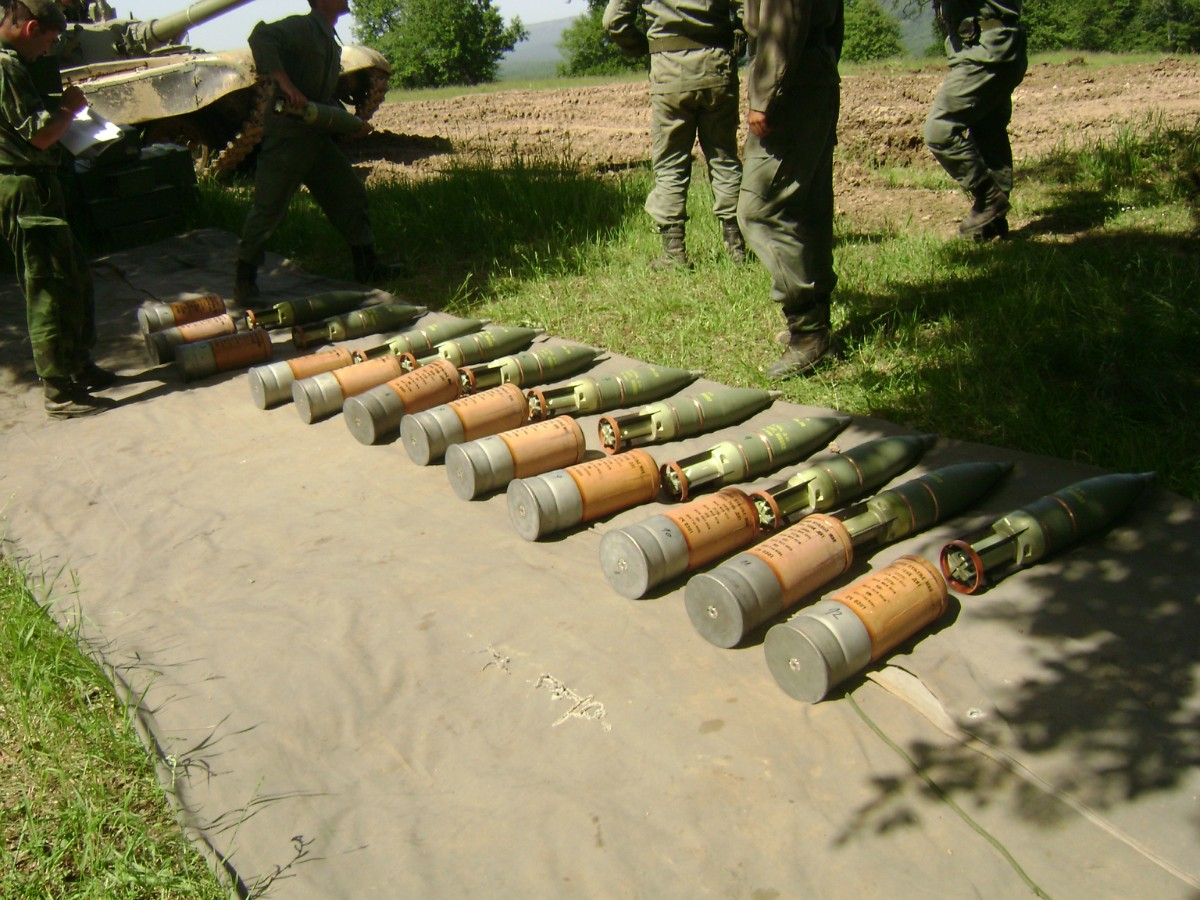
Munición de un tanque M-84 del ejército serbio

### Armamento
EL M-84 está equipado con un cañón 2A46 de 125 mm y ánima lisa. El pistón extractor de gases se ubica en el medio del cañón y se encuentra fijado a una manga térmica que minimiza la deformación del cañón originada por las altas temperaturas provenientes de los gases de disparo del mismo, y previene su encorvamiento y lo mantiene refrigerado durante el modo de tiro rápido. El M-84 usa un sistema de autocargador, que le brinda la capacidad de disparar hasta 8 veces por minuto.
La munición se aloja bajo la torreta (40 proyectiles) junto al casco del carro. Este concepto fue utilizado localmente y es similar al del diseño original soviético para el alojamiento de la munición en el T-72 y le asegura al carro en cuestión una falla crítica igual a la de su similar, solo visible en los campos de batalla, y cuando el carro se prepara en modo de disparo rápido se hace vulnerable. Esta debilidad fue explotada ampliamente por los soldados croatas en las guerras de los Balcanes, y en detrimento de las vidas de las tripulaciones de carros del ejército yugoslavo. En las etapas posteriores del conflicto, las pérdidas se redujeron con ciertos reajustes de operación y múltiples mejoras de las tácticas usadas en el momento.
Junto a su armamento primario, el M-84 despliega una ametralladora de fabricación local llamada M86 de 7,62 mm, coaxial al cañón, y una ametralladora de fabricación local M87 de 12,7 mm como arma antiaérea, montada en la escotilla del comandante.
Todas las versiones del M-84 tienen tres tripulantes. El comandante se sitúa a la derecha de la torreta, el artillero a la izquierda, y el conductor se sitúa en una posición central en el frente del vehículo. Por estar equipado con autocargador, el M-84 no necesita entre sus tripulantes de un cargador.

### Sistemas de Blindaje y de Protección
El modelo original del M-84 solo portaba el sistema de blindaje estándar de los T-72 vendidos a los países del Pacto de Varsovia; de muy bajas prestaciones, pero los diseñadores yugoslavos le dieron una mejor protección balística, tanto así que hasta que hizo aparición el M-84AS no fue necesaria su actualización, el M-84AS por el contrario ya está equipado con un sistema de alta tecnología, es el de blindaje de bloques no-explosivos y otro de tipo absorbe-impactos que le da mayor protección contra los proyectiles anticarro más sofisticados como el tipo tándem o algunas clases de misiles. Así mismo está ahora equipado con el sistema de contramedidas Shtora-1 que lo defiende contra misiles guiados por cable o láser. El nuevo diseño de la torreta le otorga protección contra el impacto de proyectiles de carga cinética (RHAe) y misiles anti-material guiados que usen este mismo principio. Incorpora a su vez el misil de guía láser 9M119M Refleks, diseñado para penetrar hasta 950 mm de RHA (Rolled Homogeneous Armor), presente en la mayoría de carros de combate occidentales.
El blindaje del M-84 consistente en pads cilíndricos de acero de alta dureza, titanio, Tungsteno y aluminio, láminas de los mismos materiales, NERA, compuesto de pads modulares del Blindaje reactivo Kontakt-5. 
Doce lanzagranadas situados en el frente de la torreta en bancos de a cinco y siete le permiten desplegar pantallas de humo, así como bengalas y "chaff" de manganeso para evadir misiles enemigos y fuego de otros carros. Las lámparas del sistema térmico de miras están situadas al lado derecho. El M-84 posee un foco para usar en situaciones de combate de corto alcance.
El M-84 posee protección contraataques NBQ (Nuclear, Biológico y Químico) en todas sus versiones.

### Movilidad
El motor base del M-84 es un V46-6 diésel de 12 cilindros enfriado por agua, de tipo policarburante, con una potencia nominal de 574 kW. El mejorado M-84A dispone ya de un motor más moderno y de mayor capacidad, el V46-TK  de 735 kW, de 1000 HP. Con una capacidad de combustible de 1200 litros, el alcance máximo de operaciones es de 450 km, y con depósitos externos para combustible, puede extender su autonomía hasta los 650 km.
Las variantes de manufactura croata son más eficientes y más veloces; debido a que en modelos como el M-84A4 Snajper, poseen una motorización de origen alemán con hasta 820 kW/1100 hp, y el M-95 Degman que posee una que le da hasta 895 kW/1200 hp con su motor alemán de MTU Friedichshafen, que siendo la más poderosa de todas las variantes del M-84 incrementa su alcance efectivo de operación, aparte de que su máxima capacidad de combustible llega hasta los 1450 litros, con una autonomía de hasta 800 km.
Este carro de combate puede vadear corrientes de hasta 1,2 m de profundidad (sin preparación) y hasta 5 m con su equipamiento (copia del modelo ruso electrocatalítico VOLGA).

## Carros de Combate Similares
El M-84 se basa en varios, sino todos, de los mecanismos del T-72, de por sí es muy similar al modelo soviético en su aspecto exterior. Pero en sí, Yugoslavia no deseaba construir solamente una versión licenciada del T-72 para sus Fuerzas Armadas. Otras naciones que hicieron parte de la anterior Cortina de Hierro, así como países sucesores de la otrora Unión Soviética, hoy día producen tanques muy similares al M-84 y a sus similares como el norcoreano P'ookpong Ho y el ruso T-90. Aparte de algunas diferencias externas al M-84, existen algunas diferencias en el equipo interno y en el estructuramiento de la construcción, siendo en algunos casos estándar y en otros sobrepasan a este tanque en cuanto a capacidades y durabilidad. Desarrollado originalmente del M-84, el M-84AS es más que justamente una reparación rápida para elevar el estándar de los carros serbios. Muchas mejoras fueron adoptadas de un modelo igualmente basado en partes del T-72, como lo es el T-90. Con ligeras diferencias en blindaje y maniobrabilidad; el T-90 está mejor armado y blindado, pero el M-84AS es considerado por sus creadores como más rápido y más maniobrable. En cuanto a su velocidad tope, el M-84AS se mueve hasta los 75 km/h en carretera mientras que el T-90 estima su velocidad en este tipo de vía en al menos 60 km/h, siendo las velocidades a campotraviesa variables. El blindaje del T-90 es ligeramente superior con composición y estructura más delgadas, que incluyen a su vez protección ABQ, así como el sistema de Protección contra Amenazas Activo como el Shtora y el ARENA y un sistema de barrido de minas KMT. Dejando de lado el tema de la propulsión y el blindaje, los sistemas de marcación de blancos son equivalentes, si no los mismos. Los sistemas de tercera generación del ruso T-90 son altamente comparables, sino compatibles; a los del carro serbio M-84AS, mas no así a los del P'ookpong Ho, pues éste al parecer carece de ciertas innovaciones en tecnologías de láser, y dispone de copias de mala calidad de ciertos sistemas vitales en combates nocturnos y sistemas de protección pasiva-activa. Las partes más importantes del M-84AS provienen directamente de Rusia, asegurándole un alto grado de similitud y de intercambilidad con el T-90, y la tabla en cuestión compara a los carros de combate más cercanos al M-84 en su versión más sofisticada, junto al tanque más avanzado de Estados Unidos, el M1A2.
| Carro de combate                             | M-84/M-84D/M-84AS                                                                                                  | P'ookpong-ho (Capacidades y Medidas Proyectadas)                                                                                                 | T-90 | M-95 Degman (Capacidades y Medidas Proyectadas)                                                                                              | M1A2 |
| -------------------------------------------- | --- | --- | --- | --- | --- |
| Nación de origen                             | Serbia | Corea del Norte | Rusia | Croacia | Estados Unidos |
| Armamento primario                           | 125 mm de ánima lisa (2A46M-2)                                                                                     | 125 mm de Ánima lisa (2A46) | 125 mm de ánima lisa (2A46M-1) | 125 mm de ánima lisa (2A46M-2)120mm RUAG L52 de ánima lisa Ultracompacto                                                                     | 120mm / L44 de ánima lisa (M256) |
| Armamento secundario                         | Ametralladora M86 de 12,7 mm, Ametralladora coaxial M88 de 7,62 mm                                                 | Ametralladora coaxial KPVT de 14,5 mm, Ametralladora coaxial NSVT de 12,7 mm, Ametralladora antiaérea NSV de 12,7 mm montada en una microtorreta | Ametralladora NSV de 12,7 mm, Ametralladora coaxial PKT de 7,62 mm, Fusiles de asalto AKS-74U de 5,45 mm (dentro de un compartimiento de carga especial)                  | Ametralladora M86 de 12,7 mm, Ametralladora coaxial M88 de 7,62 mm                                                                           | Ametralladora Browning M2 de 12,7 mm, Ametralladora M249 coaxial de 7,62 mm montada en afuste, Ametralladora M249 coaxial de 7,62 mm |
| Tipos de munición usada                      | AP, HEAT, HE-FRAG, APFSDS-T, HEAT-FS, HE-FRAG-FS, 9M119 Svir                                                       | AP, HEAT, HE-FRAG, Susong-Po, Hwasung-Chong, Misil antitanque desconocido aún                                                                    | APFSDS-T, HEAT-FS, HE-FRAG-FS, 9M119 Svir, 9M119M Refleks | APFSDS-T, HEAT-FS, HE-FRAG-FS, 9M119 Svir | Canister M1028 de 120 mm, WP, APFSDS-T, HEAT-MP                                                                                      |
| Proyectiles principales almacenados          | 44 + Capacidad de disparo de Misiles (No Portados)                                                                 | 40 + 10 Misiles | 44 + 5 Misiles | 40 + 15 Misiles | 48 |
| Proyectiles de armas secundarias almacenados | 3.400 (12,7 mm), 600 (7,62 mm)                                                                                     | 400 (14,5 mm), 2.000 (12,7 mm) | 3.400 (12,7 mm), 600 (7,62 mm) | 600 a 1.000 (12,7 mm), 2.000 (7,62 mm), 300 por tripulante (5,45 mm)                                                                         | 600 a 1.000 (12,7 mm), 6.250 (7,62 mm)                                                                                               |
| Proyectiles ATGM almacenados                 | 0 (pudiendo llevar si lo requiere 5)                                                                               | 10 | 5 | 15 | 6 |
| Blindaje                                     | Coraza en la torreta y acero con láminas de titanio, aluminio y cerámica espaciadas (de tipo Compuesto)            | Coraza en la torreta y acero espaciado (posiblemente Compuesto)                                                                                  | Coraza en la torreta y acero con láminas de titanio, aluminio y cerámica espaciadas (de tipo Compuesto), más Bloques coraza de tipo ERA-NERA en la torreta y los faldones | Coraza en la torreta y acero con láminas de titanio, aluminio y cerámica espaciadas (de tipo Compuesto), más Bloques coraza de tipo ERA-NERA | Chobham, RHA, acero espaciado con planchas de uranio empobrecido                                                                     |
| Sistemas de protección activa/pasiva         | ERA, Soft-Kill: Sistema Shtora bloqueador de radar, sistema de ataque avanzado: Sistema de Protección Activa ARENA | ERA, sistema de ataque avanzado , Sistema ARENA                                                                                                  | ERA, Soft-Kill: Sistema Shtora bloqueador de radar, sistema de ataque avanzado: Sistema de Protección Activa ARENA                                                        | ERA | Kit de Supervivencia Urbana para el Tanque (TUSK)                                                                                    |
| Recarga del cañón                            | Automática | Manual | Automática | Automática-Manual (dependiendo del cañón montado)                                                                                            | Automática-Manual |
| Velocidad (en carretera)                     | 72 km/h | 65 km/h | 72 km/h | 72 km/h | 68 km/h |
| Velocidad (a campo través)                   | 31,5 km/h | 30 km/h | 31,5 km/h | 31,5 km/h | 50 km/h |
| Autonomía (por combustible)                  | 370 km (500 km con tanques adicionales)                                                                            | 370 km | 500 km | 450 a 500 km | 465 km |
| Potencia del Motor                           | 1.000 HP/1.200 HP (con turbocargador local)                                                                        | 1.100 HP ± 150 HP | 1.000 HP (1200 en las versiones indias) | 1.200 HP | 1.500 HP |
| Suspensión                                   | Barras de torsión                                                                                                  | Barras de torsión | Barras de torsión | Barras de torsión | Barras de torsión |
| Capacidad de vadeo                           | 5 m (con su equipamiento)                                                                                          | 5 m (con su equipamiento) | 5'5 m (con su snorkel), 12'0 m (con su equipamiento tipo BROD-M) | 1'2 m, 5 m (con su equipamiento de snorkel)                                                                                                  | 1'98 m, 5'90 m con su equipamiento.                                                                                                  |
| C4I                                          | No | No | No | No | Sí |
| Protección NBQ                               | Sí | Sí | Sí | Sí | Sí |
| Equipo para operaciones nocturnas            | Sí | Sí | Sí | Sí | Sí |

## Variantes

### M-84 (Yugoslavia)
La versión original, basada en el T-72, con una nueva motorización, miras, blindaje y sistemas mejorados.

### M-84A (Yugoslavia)
Una versión del M-84 con nueva motorización y miras.

### M-84AB (Yugoslavia)
Esta versión viene de serie equipada con el nuevo sistema computarizado de control de tiro SUV-M-84,  que incluye las miras DNNS-2 diurna/nocturna del artillero, con un sistema de estabilización independiente en dos planos para el cañón y miras láser independientes. Aparte equipada con el periscópio TNP-160, el periscopio auxiliar TNPA-65, y el sistema de miras DNKS-2 diurna/nocturna para el comandante, y el sistema de miras TNPO-168V del conductor. Posteriormente, al M-84AB se le equipó con un nuevo girocompás, sistemas de comunicación y sistemas de intercomunicación entre blindados. Esta es la variante en servicio en el ejército de Kuwait. La brigada de blindados kuwaití N.º 35 Fatah (Mártires), armada con docenas de M-84AB, retomó el control de Kuwait y tomó parte en la Operación Tormenta del Desierto. Durante los combates solo dos M-84AB se perdieron, luego estos fueron recuperados.

### M-84ABN (Yugoslavia)
Esta variante es simplemente un M-84AB, equipado con sistemas de navegación terrestre.

### M-84ABK carro de mando (Yugoslavia)
Esta variante es simplemente un M-84AB versión de mando, equipado con sistemas de comunicación, de navegación terrestre, y un generador para los equipos del comandante.

### M-84A4 Snajper (Francotirador) (Croacia)
Esta versión incluye el sistema SCS-84 de mira diurna/nocturna, el nuevo sistema computarizado de control de tiro DBR-84 y nuevos y mejorados sistemas de elevación y traverso, así como de sensores para el cañón. Croacia adquirió cerca de 40 de este modelo desde 1996 hasta 2003 de su fábricante doméstico. Se cree que estos blindados poseen una motorización diferente; presumiblemente de origen alemán, estimada en 1100 hp; que reemplaza el anterior motor de 1000 hp originalmente instalado, pero esta información no ha podido ser oficialmente confirmada. Se cree que también esté equipado con un equipo de comunicaciones Racal que reemplaza al anteriormente instalado. Para el 2008, se espera que la flota entera de M-84 croatas sea actualizada al estándar M-84A4.

### M-84AI Vehículo de Recuperación y Reparación Blindado (Yugoslavia/Polonia)
A mediados de los 90, Kuwait pidió una variante de un vehículo de rescate y recuperación que usara el chasis del M-84A  como parte del acuerdo de compra de una gran flota deM-84A. Este vehículo debido a ello debería ser desarrollado en un muy corto espacio de tiempo, por lo que se decide que podría ser usado alguna variante ya en desarrollo; para luego ser construida y desarrollada posteriormente, por lo que se opta por la versión polaca WTZ-3 construida bajo licencia y completada con partes polacas que eran similares a las del M-84, para desarrollar una variante ARV del M-84, bajo la denominación M-84AI. Este proyecto se completaría en la fábrica "14 de Octubre" en Kruševac. Había también planes para una versión denominada M-84ABI para Kuwait, pero esta idea fracasó. Originalmente iría armada con solamente una ametralladora M87 de 12,7 mm fijada a las tomas de mando del comandante y alojada en la torreta del mismo, y 12 tubos lanzagranadas (8 en la derecha y 4 en la izquierda de la torreta). El equipo estándar incluye: Una grúa TD-50, una pala de carga frontal estabilizada montada en el casco, y ganchos de arrastre principales y secundarios.

### M-84AS (Serbia)
Esta fue la última de las actualizaciones del M-84 en servicio con el Ejército de Tierra de Serbia. Añade un nuevo sistema de control de tiro, una nueva computadora balística, nuevo blindaje consistente en pads cilíndricos de aluminio titanio y tungsteno, una nueva capa de acero de alto temple, y un tipo de Blindaje NERA (Kontakt-5), e incorpora el nuevo misil de construcción local bajo licencia rusa; el AT-11 Sniper, las miras térmicas Agava-2, y el sistema de defensa pasiva que equipa al T-90 ruso, el Shtora. Su primera aparición pública sucedió en una feria militar celebrada en el año 2004 en la localidad de Nikinci dentro de una base militar Serbia, cuando todavía se conocía por el nombre M-84AB1. Su apariencia externa es muy similar a la del T-90 ruso, su homólogo, así como su armamento y capacidades. Las diferencias notificadas consisten en que el T-90S posee mejor protección en cuanto a su blindaje, pero su similar; el M-84AS posee una superior maniobrabilidad. Este M-84AS se ha probado en Kuwait como parte de una convocatoria a nivel internacional hecha por el alto mando kuwaití, que nunca quedaría asignada a los proponentes presentados. Sus dos debilidades más patentes; el almacenamiento de las municiones y los depósitos del combustible del motor fueron demandadas, por lo que se hicieron estas mejoras que emulan a los carros occidentales, con compartimienos de almacenaje localizados en cajones blindados con puertas de contención, que en caso de explosión se abren hacia fuera para aislar la onda explosiva del compartimiento de la tripulación. Aparte puede soportar múltiples impactos relativamente cercanos inclusive de misiles anticarro guiados. Nuevas miras térmicas y sistemas láser de imágenes y cámaras han sido montadas para el comandante y el conductor, incluso se ha afirmado que el tanque tiene capacidades de operación nocturna superiores. Está equipado con el cañón "2A46M1" de ánima lisa y un motor policarburante/diésel de 1200 de potencia, que le proveen una velocidad máxima de 72 km/h.

### M-84D (Croacia)
Esta variante brinda a los existentes M-84 y a sus demás variantes la actualización de sus sistemas a estándares más actuales bajo la denominación de M-84D, con lo cual los M-84 viejos se equipan con una nueva motorización de 1200 HP (895) kW) y un nuevo sistema de control de tiro totalmente computarizado (denominado OMEGA de procedencia eslovena manufacturado por la firma Fotona), blindaje reactivo de desarrollo local (denominado RRAK ERA), y una microtorreta de manufactura israelí (desarrollada por Rafael y conocida como la Samson Remote Controlled Weapon Station), como arma de apoyo y de defensa antiaérea para el comandante. Los controles de la cúpula del M-84D han sido cambiados por motores eléctricos, con lo que puede disparar hacia dos blancos a la vez. Posee un nuevo sistema de defensa ABQ (denominado SDZ), el M-84D está equipado a su vez con nuevas miras térmicas y sistemas de imágenes para operaciones nocturnas, pudiendo operar incluso a través de niebla, en la sombra, y durante una tormenta o ventisca de nieve. Con el sistema de radio nuevo, (de procedencia israelí y conocido como Racal); se equipara a estándares de nivel OTAN a todos los blindados en la actualidad bajo mando croata, y que ahora es estándar en todos los M-84D y los M84A4. Las orugas han sido reemplazadas por otras de manufactura alemana, del fabricante Diehl, el mismo fabricante de las del Leopard 2, que ahora son también estándar para los M-84D y M-84A4 de las tropas croatas y eslovenas. El alcance operativo de los M-84A4/M-84D es de 700 km a una velocidad máxima de 65 km/h. El M-84D posee un autocargador 15 % más rápido, que aumenta la cadencia de tiro a 9 disparos por minuto de los 8 por minuto del modelo anterior. El M-84D es una versión para los tanques actualizados, que aparte de las anteriores mejoras dispone de cadenas en la parte posterior de la torreta y del casco para proteger el equipo motor y la anterior de impactos de RPG-7, aparte de adicionarle placas de blindaje SLAT en los compartimientos de la munición para prevenir un impacto de ATG's en su tercio posterior. El M-84D ha recibido otras pocas mejoras adicionales, El cesto de la torreta ha sido ampliado proveyéndole de más espacio para munición extra e incrementando la protección. Aparte, se han añadido láminas de blindaje externo inclinadas para aumentar la protección en la misma, lo que añade protección adicional al exterior del vehículo. Los M84D y M84A4 montan una ametralladora Browning M2 de 12,7 mm en una minitorreta KONGSBERG, que está integrada en todos los M-84D y M-84A4 bajo mando croata y esloveno. El M-84D dispone a su vez del sistema de imágenes láser LIRD-4B y de los misiles anticarro LAHAT. Aparte se han hecho prototipos que integran como cañón principal, en vez del 2A46M, el cañón suizo RUAG 120 L52 de 120 mm de tipo subcompacto, desarrollado por RUAG, y ésta probablemente sea el arma principal que equipe a todos los M-84D como el arma estándar de todos los tanques y como munición básica si es que Croacia es admitida en la OTAN. La elección del cañón RUAG sobre armas del mismo calibre como el cañón alemán Rheinmetall L44 o L55 se ha hecho dados los altos costos del arma anterior, y a que RUAG de ser elegida como constructora de este cañón de 120 mm. proveerá asistencia y compartirá técnicas de la construcción y hará la transferencia tecnológica a la planta local de maestranzas Đuro Đaković specijalna vozila d.d.. En ese caso, la versión final del M-84D se presentó al público en el 2009 o 2010 y la conversión de los carros existentes se hará en el transcurso del año 2011.

## Historia Operacional

### Operación Tormenta del Desierto

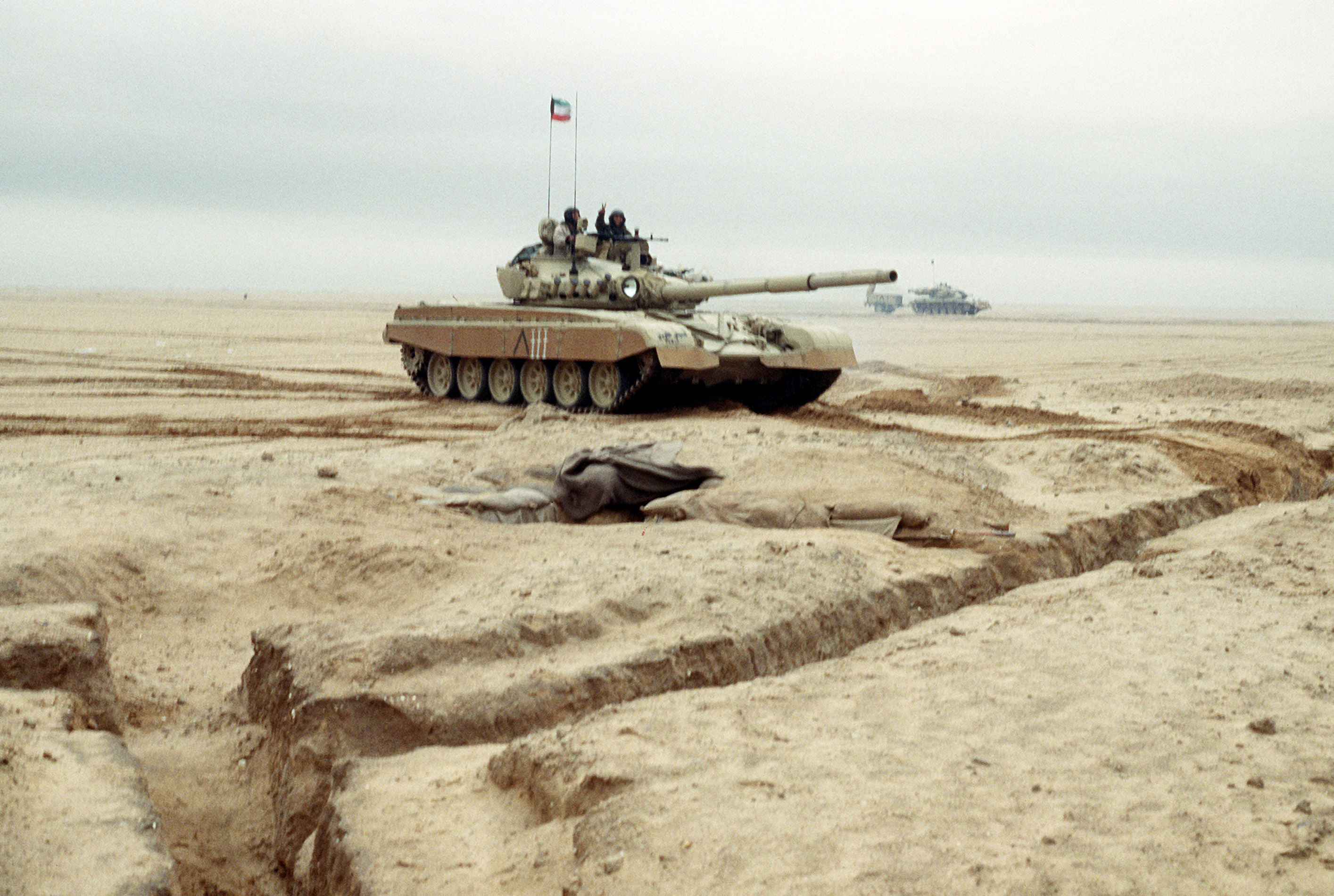
Dos M-84AB kuwaitíes tomando parte en la Operación Tormenta del Desierto.

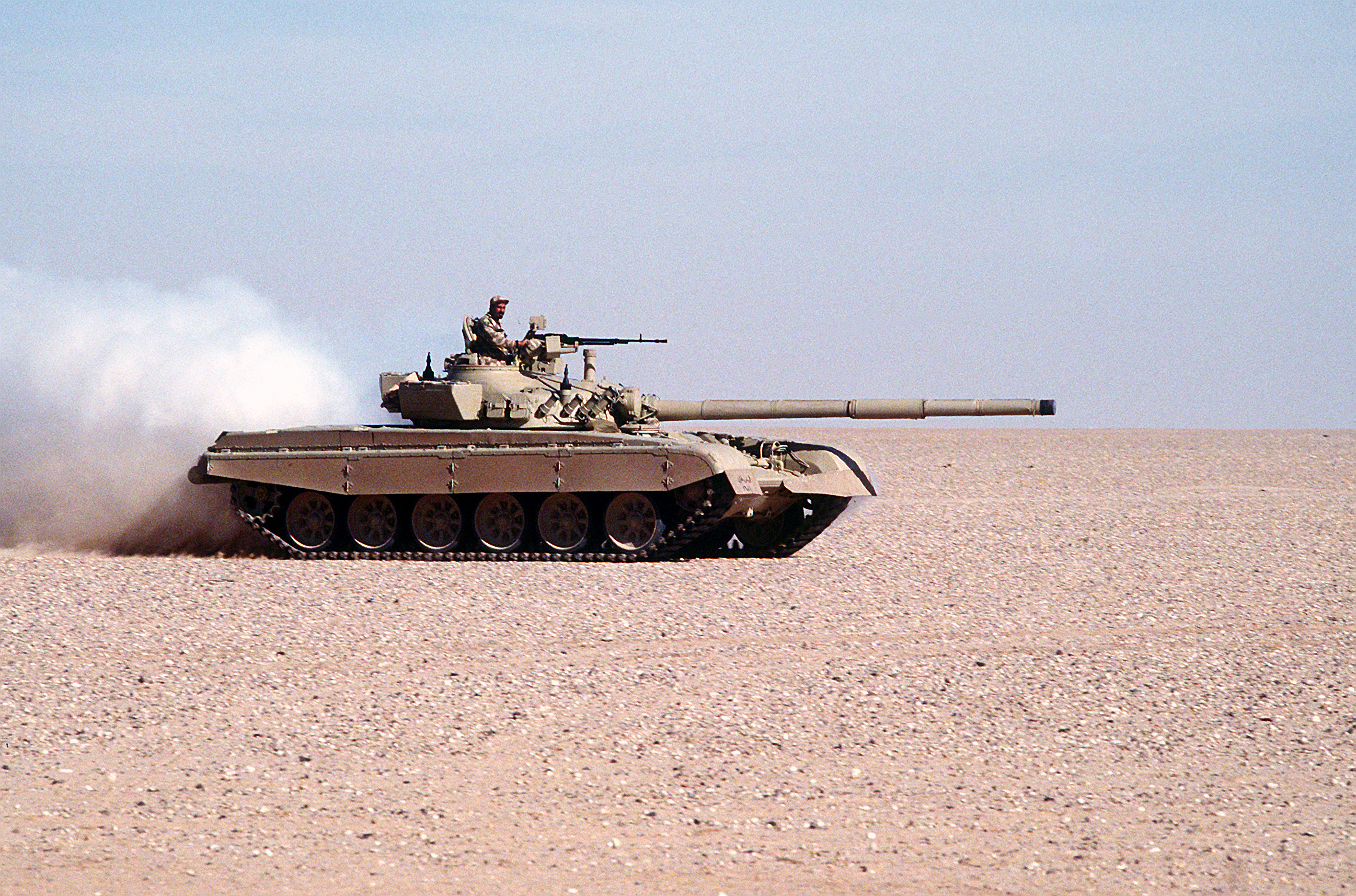
Un M-84 kuwaití durante la Operación Escudo del Desierto, Durante el despliegue este M-84 kuwaití demuestra su capacidad de lanzar pantallas de humo y cubrirse con ellas para evadirse ante sus enemigos cercanos.

Meses antes de que iniciara la guerra en el Golfo Pérsico (Operación Tormenta del Desierto), Kuwait había pedido 170 M-84AB, 15 M-84ABI ARV y 15 versiones de mando del tipo M-84ABK, desde Yugoslavia, con el fin de reemplazar sus viejos modelos británicos. Antes de la firma del contrato, cuatro M-84A se entregaron de la reserva del batallón de mecanizados de Niš, pero el Ejército Regular de Irak prontamente capturó algunos de estos durante la ocupación. Las entregas posteriores fueron suspendidas y se hizo lo mismo mientras duró la invasión iraquí. La brigada mecanizada N.º 35 Al-Shaheed, estaba equipada con 70 M-84 en su "orden de combate". Durante la Batalla de los puentes, la mencionada brigada no entró en acción directamente contra carros de combate iraquíes debiéndose cubrir en la retaguardia, ya que los M-84 eran considerados muy similares a los Assad Babil. Pero los M-84 siempre se mostraron muy superiores y efectivos contra los T-62 y T-55 que se les pusieron en frente, así como muy simples de operar. En un reciente intento de adquisición de material de renovación para su ejército, se citaron a pruebas varios prototipos de carros de combate; que incluían al PT-91 Polaco, al estadounidense M1A2 Abrams, y a dos variantes del M-84; la croata M-95 Degman y a la serbia M-84 AB1, el alto mando kuwaití solo respondió inicialmente al ofrecimiento Croata, dejando al resto de lado por razones de logística y entrenamiento, sin embargo, recientes adquisiciones pusieron en tela de juicio este acuerdo pues se adquirieron al menos 250 M1A2 norteamericanos en un trato que incluyó hasta cierta cantidad de cazabombarderos F-16. El ejército kuwaití actualmente dispone de 147 M-84AB, 3 M-84ABK (versión de mando), 3 M-84ABN junto a su similar ruso estimado en 172 unidades de T-72 entre sus inventarios de blindados.

### Guerras yugoslavas

#### Eslovenia
Durante la Guerra de los Diez Días en Eslovenia, los М-84 bajo mando de las unidades del Ejército Popular de Yugoslavia (EPY) fueron asignadas al control de puestos fronterizos sobre todas las fronteras Yugoslavas, así como le sirvieron al mando yugoslavo para intimidar a una nación eslovena que no disponía de ejército, así por tanto el mando local del EPY no vio la necesidad de desplegar más M-84 en las fronteras a instancias de usarlos como mera arma de intimidación psicológica; sin embargo, algunos M-84 tuvieron algo de acción actuando contra tropas insurgentes eslovenas recientemente creadas. Eran usados comúnmente para irrumpir en barricadas donde variaba el grado de éxito a medida que las fuerzas irregulares eslovenas tomaban más coraje y armas. El EPY perdió al menos 20 M-84 en ataques de guerrilleros eslovenos y dejó al menos 60 unidades abandonadas en su retirada. Eslovenia retuvo bajo su mando a todos los M-84 desplegados y posteriormente abandonados en su territorio, hasta el cese de hostilidades y luego de que la independencia de Eslovenia fuera firmada y reconocida hasta hoy día.

#### Croacia
El M-84 vio acción en la Batalla de Vukovar, donde las tropas del JNA (Ejército Popular Yugoslavo), desplegaron incesantemente largas columnas de carros de combate principal y transportes blindados de personal sin el apoyo de unidades de infantería, un grave error que se pagaría muy caro después. Las unidades mecanizadas desplegadas en las zonas de combate croatas sufrieron al estar extremadamente expuestas y padecieron bajas significativamente altas como muestras del error de mando serbio. El recién creado ejército croata capturó alrededor de 50 M-84 CCP serbios o yugoslavos durante la Batalla de las Trincheras.

#### Guerras en Bosnia y Herzegovina
Durante las hostilidades en Bosnia, los M-84 no vieron acciones considerables; puesto que los bosnios musulmanes tan solo tenían a su disposición 3 viejos T-55 del disuelto EPY.
Al principio del conflicto, Las unidades del JNA localizadas en Bosnia y Herzegovina habían pasado su equipo al Ejército de la República Srpska (VRS). El VRS dispuso de su arsenal al combate, entre ellos los M-84 cedidos por el EPY, pero el Ejército de Bosnia y Herzegovina solo consiguió la captura de tres M-84. Cierta cantidad de M-84 se usaron en el Sitio de Sarajevo, así como en otros combates menores. El número de M-84 perdidos en la guerra de Bosnia y Herzegovina es aún desconocido.

#### Guerra de Kosovo y Conflictos en el Valle de Preševo
Durante la guerra en Kosovo, los М-84 fueron usados por los regimientos 211 y 252 de las Brigadas Blindadas del Nuevo Ejército de Yugoslavia (ahora Ejército de Tierra de Serbia). Estas estaban emplazadas en reserva hasta que la OTAN resolviera invadir por tierra Kosovo y Metohija.
La misión de la OTAN originalmente afirma haber destruido al menos 300 unidades blindadas yugoslavas (el 26% de las unidades blindadas), pero las afirmaciones se diluyeron puesto que después de las revisiones de las acciones llevadas a cabo por las fuerzas de la OTAN se hizo obvio que los ataques aéreos contra blancos militares fueron considerados un fracaso total, y aparte el contraste con las imágenes de las Fuerzas Yugoslavas rindiéndose en formaciones enteras y ordenadas al llegar las tropas de la coalición de la OTAN, y a que a la vez que se había ya documentado con pruebas que la OTAN no daño ni destruyó tantas unidades como afirmaban sus informes. La OTAN hasta ahora aceptó tan solo haber destruido 14 de los 300 originalmente afirmados en los ataques aéreos de las tropas de la OTAN. De este número, 9 M-84 y 5 T-55 fueron destruidos entre la aviación de la OTAN y los Comandos Guerrilleros de la UCPMB/UCK(ELK) y sus insurgentes.
Las tácticas usadas por el Ejército consistían en dispersar sus fuerzas a través de Serbia y de disponer de sitios para postrar sus blancos, creando situaciones de blancos falsos cerca de campos, puentes, carreteras, y que cubrían zonas en donde se veían baterías de artillería antiaérea y otras unidades que eran blancos potencialmente destruíbles. Los M-84 vieron acción más recientemente durante las batallas del Valle de Preševo, en donde las Fuerzas Yugoslavas y La Policía Especial Serbia pelearon en contra de los guerrilleros separatistas de la UCPMB/UCK.

## Usuarios

### Actuales
- Bosnia y Herzegovina
- Fuerzas Armadas de Bosnia y Herzegovina:

- En el 2010 las Fuerzas Armadas Bosnias Operaban un Batallón compuesto de 16 M-84.

- Croacia
- El ejército nacional de Croacia es el operador de al menos 24 M-84, capturados durante las guerras de los balcanes, 60 nuevos construidos por la planta de carros de combate Duro Yákovic, con sus consabidas actualizaciones y 6 M84A4 recibidos adicionalmente y actualizados al estándar M-84D, se estima que la flotilla entera de M84A4 se actualice hasta el estándar D a finales del 2012, se distribuyen a su vez así:
  - Ejército de Tierra de Croacia:
    - Batallón Mecanizado "Kune"
    - Batallón de Blindados
    - Operan alrededor de 78 M-84A4 y 6 M-84D respectivamente, está planeado actualizar a estas unidades al modelo M-84D hasta el 2012.

- Eslovenia
- el ejército de Eslovenia opera al menos 54 M-84, muchos de ellos actualmente en servicio activo, modernizados al estándar M-84A4 Sniperj, pero se sabe de algunos no operativos que están bajo estado de reserva. Serán posiblemente dados de baja de los inventarios o reemplazados después del 2010.
  - Ejército Nacional de Eslovenia:
    - Batallón de Blindados N.º 45 de la 72.ª Brigada, está equipada con al menos 60 unidades.

- Kuwait
- Kuwait tiene en sus inventarios más de 150 unidades entre las versiones M-84AB,  M-84AB, M-84ABK y M-84ABN adquiridas y operadas durante la Operación Tormenta del Desierto directamente de los inventarios del EPY.
  - Ejército Kuwaití:
    - Brigada Acorazada N.º 35 Shahid (Mártires) equipada con 70 unidades.

- Serbia
- Serbia opera al menos 212 unidades[14] M-84 (en todas sus variantes). Posiblemente modernizarán la mayoría al estándar M-84AS.

### Anteriores
- Yugoslavia
- El Ejército Popular de Yugoslavia (EPY) tuvo cerca de 450 M-84 en las versiones M-84, M-84A así como versiones de mando. El M-84 fue construido con la intención de reemplazar a los T-34, M4 Sherman, T-55 y M-47 Patton de sus inventarios. Algunos tanques del EPY pasaron a sus estados sucesores como la RSFR de Yugoslavia, y en otros casos como Croacia y Eslovenia que fueron capturados, en el caso de Bosnia y Herzegovina fueron obtenidos de los inventarios del EPY en su territorio y otros capturados.
  - Ejército Popular de Yugoslavia:
    - Brigada Acorazada N.º 1 del 14.º Cuerpo de Caballería en Vrhnika.
    - Brigada Acorazada N.º 4 del 10.º Cuerpo de Caballería en Jastrebarsko (un solo Batallón estuvo equipado con M-84).
    - Brigada Acorazada Nº211 del 21.º Cuerpo de Caballería en Niš.
    - Brigada Acorazada Nº252 del 37.º Cuerpo de Caballería en Kraljevo equipada con M-84 desde su primera actividad operativa.
    - Brigada Acorazada Nº329 del 5.º Cuerpo de Caballería en Banja Luka equipada con M-84 y T-72M/T-72M1 soviéticos.
    - Brigada Acorazada Nº51 del 24.º Cuerpo de Caballería en Pančevo.
    - Brigada Acorazada Nº243 del 41.º Cuerpo de Caballería en Skopje.

- Serbia y Montenegro
- Nuevo Ejército Yugoslavo:
  - Brigada Acorazada Nº252 del Cuerpo de Caballería  Kragujevac en Kraljevo.
  - Brigada Acorazada Nº211 del Cuerpo de Caballería Niš en Niš..

- Bosnia y Herzegovina
- Los primeros M-84 operativos del Ejército de la Federación de Bosnia y Herzegovina fueron capturados durante 1992 en los combates cerca a Doboj.
  - Ejército de la Federación de Bosnia y Herzegovina:
    - 1.ª Brigada de Blindados Tesanjska (Tešanjska brigada), opera actualmente 3 unidades de la variante M-84AB.[15]

- -  República Srpska
- Durante las Guerras de Bosnia y Herzegovina, las tropas de los ejércitos rebeldes serbobosnios operaron gran número de M-84 ex-EPY. Después de la Guerra, muchos de estos tanques fueron transferidos a las tropas de la RF de Yugoslavia (Serbia y Montenegro) debido a que la Republika Srpska tenía en su haber 137 de estos tanques. Para el 2004, se desmantelaron unos 15 M-84. Desde que las tropas del ejército de la antigua Republika Srpska fueron disueltas e integradas dentro de las tropas regulares del ejército de Bosnia y Herzegovina, el destino de las demás unidades de los M-84 en sí es desconocido; lo más probable es que hayan sido desmanteladas debido a las restricciones presupuestarias. Alguno de los M-84 se mudaron a una unidad conjunta de fuerzas en la ciudad de Tusla (Batallón de Blindados de Tuzla). Solo 16 M-84 permanecen en la División serbobosnia de la Brigada Conjunta del Ejército en el Batallón de la ciudad de Manjča, y son usados para entrenamiento.
  - Ejército de la República Srpska:
    - Brigada de Blindados Nº101 en Banja Luka que operó cerca de 85 M-84.

- -  República Serbia de Krajina
- el Ejército Serbio de Krajina estuvo equipado con al menos 30 M-84, que representaban a lo más avanzado en esta clase de vehículos en uso del Ejército Serbio de Krajina durante la Guerra en Croacia. Estos eran usados en misiones críticas en las regiones más peligrosas por las tropas de las Fuerzas Especiales, uno de los cuerpos de élite del ejército serbio de Krajina en lucha contra el ejército croata. Como sea, el total de las fuerzas de este ejército de serbios de Krajina estaba muy mal preparado y pésimamente equipado, enfrentándose a las fuerzas croatas mejor preparadas, que destruyeron al menos 15 M-84; los restantes fueron evacuados a la República Srpska y a la RF de Yugoslavia después de la Operación Tormenta.
  - Ejército Serbio de Krajina:
    - 2.ªBrigada Mecanizada de las Fuerzas Especiales, ubicadas cerca a la población de Petrova Gora, operaban aproximadamente 31 M-84 y 2 T-72M.

### Desarrollos relacionados
- T-72
- / M-91 Vihor
- M-95 Degman

### Vehículos similares
- Leopard 2A7+
- / Leopardo 2E
- Tipo 98G
- M1 Abrams A2
- P'ookpong Ho (M-2002)
- K2 Black Panther
- C1 Ariete
- Arjun
- Zulfiqar 3
- /// Al-Hussein
- Tipo 90
 Tipo 10
- /  Al-Khalid
/  Al-Zarrar
- Challenger 2 LIP
- T-90AM
- / Stridsvagn 122
- T-84 Oplot-M
- // T-80UM2
- MİTÜP Altay

### Listas relacionadas
- Anexo:Tanques de combate principal por generación